# 卓球バレー
卓球バレー（たっきゅうバレー）は、中・重度の身体障害者向け（椅子に座れば全ての人が参加可能）のスポーツである。

## 概要
名前の通り、基本的なルールは「卓球」と「バレーボール」を合成したものであり、卓球のようにラケットでボールを打ち合うが、卓球台を多数のメンバー（6人制が多い）で囲み、相手の打球を3回以内で相手エリアに返すということや、タッチネット・オーバーネット・ドリブルなどがバレーボールのルールより採用されている。
卓球ともバレーボールとも大きく違う点は3点。卓球台中央に貼られたネットと使用するボール・ラケットである。
通常、卓球のネットは卓球台との隙間は無いが、当競技では台とネットの間にボールが通るよう隙間（ボール1個半分）を設ける為に通常より高くセットし、ボールはネットの下をゴロで転がす形で打ち合うのが基本である。
使用球はサウンドテーブルテニス（旧称：盲人卓球）の使用球（サウンドボールという、音が鳴るようにピン球の中に金属球が入っており、ボールの軌道が聴覚で分るようになったもの）を流用しているが、音が出るという目的ではなく玉が弾まないよう重くするのが目的である。
ラケットは通常の卓球のような楕円形はしておらず、長方形のラバーを張らない板（長めのかまぼこ板のよう）で卓球台を滑らせる形で使用する。握りにくい選手への配慮での加工や伸縮包帯などでの固定は可。
最大の特徴は車いすもしくは椅子に座って競技をすることであり、逆に立ち上がったり椅子を移動させてしまうことはファウルであり、この意味で、健常者も障害者もイーブンで参加できるスポーツと言える。

## 起源
1974年ごろに日本で発祥したスポーツ。そもそもは、近畿地方の筋ジストロフィ患者の養護学校でのスポーツ教育が発祥である。